# KWin

KWin es un gestor de ventanas y un servidor de pantalla

KWin es un gestor de ventanas para X Window System y Wayland. Es una pieza fundamental del proyecto KDE. KWin admite «estilos» intercambiables, los cuales controlan no sólo su apariencia sino también en algunos casos partes de su comportamiento.

## Aspecto y sensación de uso

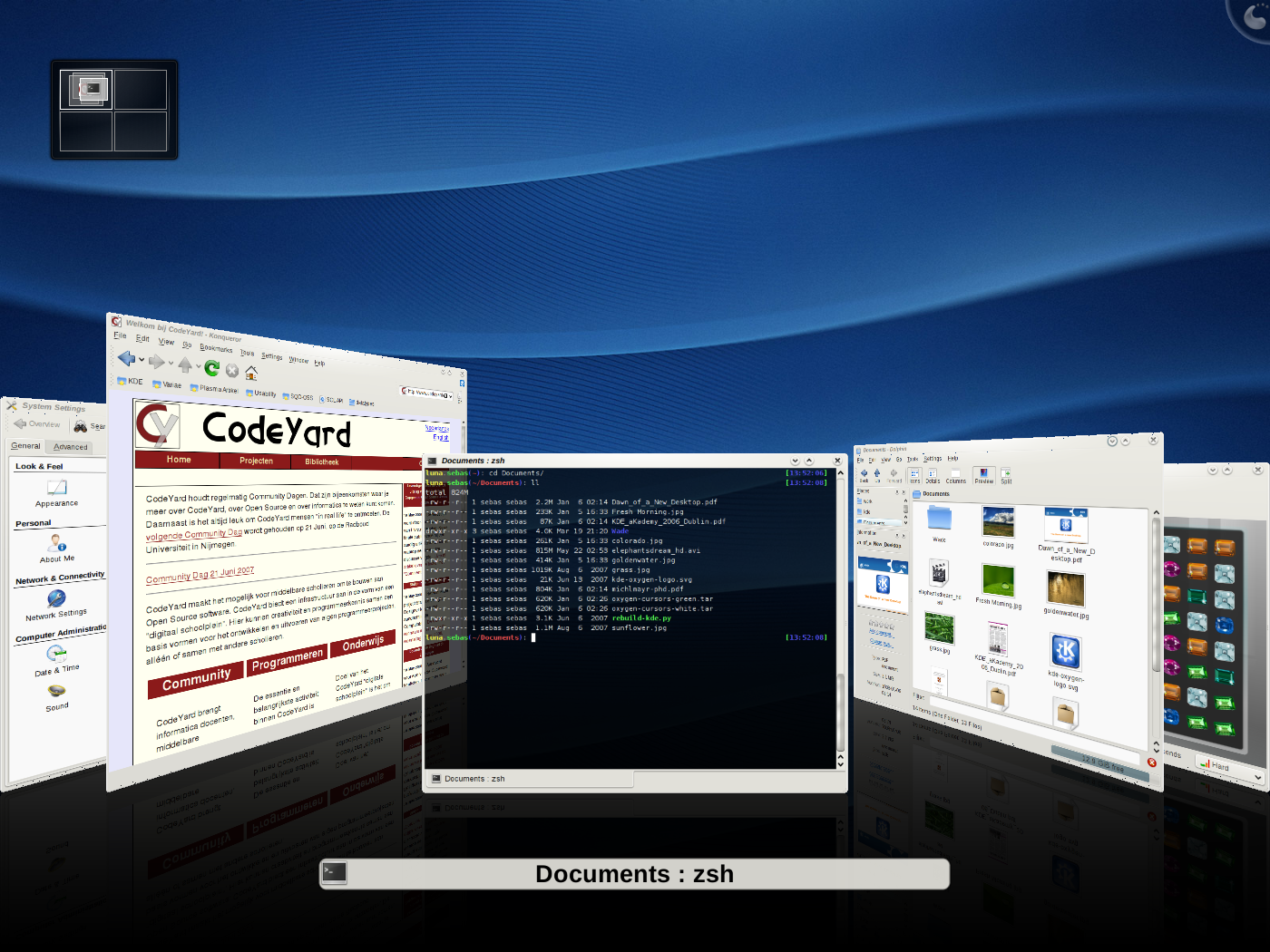
Captura de pantalla mostrando el efecto cover switch de KWin.

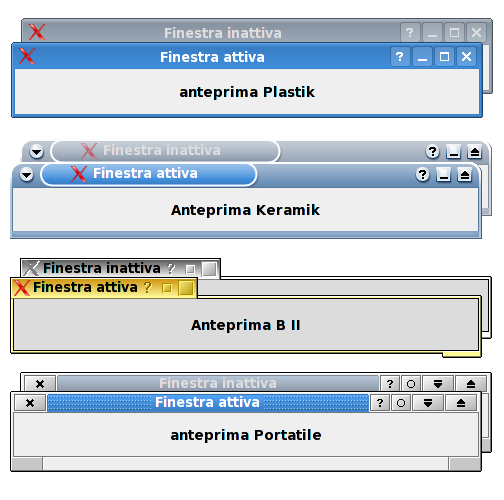
Algunas decoraciones de ventana de KDE.

Existen muchas decoraciones de ventanas para KWin, incluyendo la decoración por defecto Oxygen, creada por el proyecto homónimo; Plastik,  que fue usada por defecto en KDE 3.4 y 3.5; la decoración al estilo Microsoft Redmond y la antigua decoración por defecto Keramik. Los temas del gestor de ventanas IceWM también pueden ser usados con KWin, siempre y cuando el paquete kdeartwork esté instalado.
Además de las predefinidas existen gran cantidad de decoraciones de ventana que pueden ser descargadas de internet, principalmente del sitio web kde-look.org.

## Versiones de KWin
| Nombre | Versión | Versión en KDE | Detalles                                                                       |
| ------ | ------- | -------------- | ------------------------------------------------------------------------------ |
| KWM    | 1.0     | 1.0            |                                                                                |
| KWin   | 2.0     | 2.0            | Compatibilidad extendida con temas y efectos de ventana                        |
| KWin   | 3.0     | 3.2            | Compatibilidad mejorada con los estándares extendidos ICCCM de freedesktop.org |
| KWin   | 4.0     | 4.0            | Compatibilidad experimental con efectos estilo compiz.                         |
| KWin   | 5.0     | 5.0            | Primer lanzamiento basado en KDE Frameworks 5 y Qt 5.                          |